# Šimon bar Giora
Šim'on bar Giora (aramejsky: Syn proselyty) byl jedním z vůdců prvního židovského povstání. Podle svého přízviska pocházel pravděpodobně z Idumeje.
Šim'on přišel do Jeruzaléma v dubnu roku 69 po kariéře rebela a guerillového vůdce, když po vítězství nad Cestiem Gallem roku 66 úspěšně po tři roky terorizoval jih Judska a Idumeu spolu s El'azarem ben Ja'irem z Masady. Během této kampaně úspěšně bojoval proti Idumejcům a ovládl Hebron. Do Jeruzaléma přijel na žádost kněží, kteří doufali, že městu zmítanému rozbroji mezi Menachemem a Janem z Giskaly přinese stabilitu. Jeho 15 000 mužů patřilo k největším a nejlépe organizovaným silám vzbouřenců. Jeho osobní statečnost zmiňovaná i Iosephem Flaviem vedla k tomu, že v očích svých stoupenců Šim'on skutečně splňoval představu Mesiáše a možná se za něj považoval i on sám. Ovládal větší část Jeruzaléma a jeho rozbroje s Janem z Giskaly skončily až ve chvíli, kdy Titus stál před hradbami Jeruzaléma. Asi měsíc po zničení Chrámu, když padlo jeruzalémské Staré město, byl zajat Římany. Podle Josepha Flavia měl i on na sobě ve chvíli zajetí symbol královské moci – šarlatový plášť. Byl odveden do Říma a během Titova triumfálního pochodu Římem popraven jako „vůdce povstání“.